# Зубакова (Зиминский район)
Зубако́ва — исчезнувшая заимка, входившая в состав Услонского сельского поселения Зиминского района Иркутской области. Располагалась на левом берегу реки Зимы в окрестностях села Самара.

## История
Заимка основана в 1846 году. Название произошло от фамилии её основателя Зубакова. Всего насчитывалось 8 (по другим данным — 5 домов). В 1920—1930-е годы населённый пункт входил в состав Зиминского сельсовета (центр в с. Зима, ныне - микрорайон Старая Зима) Зиминского района. По данным переписи 1926 года насчитывалось 5 хозяйств, проживало 32 человека (12 мужчин и 20 женщин). Кроме дворов построек не было, жители вели единоличное хозяйство. Позже работали в колхозе «Коммунар», образованном в 1934 году. Заимка исчезла в период укрупнения колхозно-совхозных хозяйств в 1964—1965 годах. Некоторые жители переехали в город Зиму, другие — в село Самару. В настоящее время о существовавшем населённом пункте напоминает только название протоки Зубачиха в реке Зиме.